# خوان تافورس
خوان تافورس یا تافورر ماجراجو و فرمانده کاتالانی در میانه قرن ۱۵ میلادی بود.
وی که صاحب یک کشتی تجاری بود، در ژوئیه ۱۴۵۷ به سواحل لارنکا در قبرس رسید، زمانی که جیمز لوزینیان، فرزند نامشروع ژان دوم قبرس، در حال فرار از پدرش بود چرا که کاخ‌دار سلطنتی را به قتل رسانده بود. خوان کشتی خود را در اختیار وی قرار داد تا با کمک آن جیمز به رودس فرار کند. وی پس از آن جیمز را در شورش علیه شارلوت، ملکه قبرس همراهی کرد و آنها موفق به فتح قبرس در سپتامبر ۱۴۵۰ شدند.
با به قدرت رسیدن جیمز، پادشاه جدید قبرس عنوان کنت طرابلس را به خوان به پاس خدماتش اعطا کرد. وی در زمان جانشین جیمز، کاترین، علیه وی و ونیزی‌ها شورید اما شکست خورد و از قبرس فرار کرد اما خانواده‌اش به اسیر و به ونیز منتقل شدند. پس از آن اطلاعی از وی در دست نیست.